# ミック・マニング

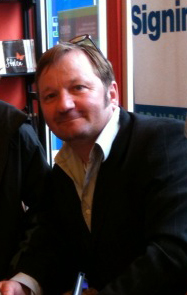
ミック・マニング

ミック・マニング（Mick Manning、1959年 - ）は、イギリスの造形作家、絵本作家。

## 主な略歴
イングランドのハワースで生まれる。
最初はブラッドフォード大学で学ぶ。次はノーザンブリア大学で絵画を学ぶ。次はロイヤル・カレッジ・オブ・アートで自然絵画を学ぶ。
1990年にグラスゴー美術学校で美術教師。2015年にブラッドフォード大学教授。